# Список прем'єр-міністрів Норвегії

## Прем'єр-міністри Норвегії з 1873 року
Унія зі Швецією
- 1873—1880 — Фредерік Станг
- 1880—1884 — Христіян Август Сельмер
- 1884 — Христіян Гуманн Швайгорд
- 1884—1889 — Юхан Свердруп
- 1889—1891 — Еміль Станг
- 1891—1893 — Юганнес Стеен
- 1893—1895 — Еміль Станг (2 — ий раз)
- 1895—1898 — Франсіс Гагеруп
- 1898—1902 — Юганнес Стеен
- 1902—1903 — Отто Блер
- 1903—1905 — Франсіс Гагеруп

Незалежність
- 1905—1907 — Кристіан Мікельсен
- 1907—1908 — Йорген Льовланд
- 1908—1910 — Гюннар Кнудсен
- 1910—1912 — Воллерт Конов
- 1912—1913 — Єнс Братлі
- 1913—1920 — Гюннар Кнудсен (вдруге)
- 1920—1921 — Отто Гальворсен
- 1921—1923 — Отто Блер
- 1923 — Отто Гальворсен (вдруге)
- 1923—1924 — Абрагам Берге
- 1924—1926 — Йоган Людвіґ Мовінкель
- 1926—1928 — Івар Люкке
- 1928 — Христофер Горнсрюд
- 1928—1931 — Йоган Людвіґ Мовінкель (вдруге)
- 1931—1932 — Педер Кольстад
- 1932—1933 — Єнс Гундсейд
- 1933—1935 — Йоган Людвіґ Мовінкель (втретє)
- 1935—1945 — Юган Нюгордсвольд
- 1945—1951 — Ейнар Гергардсен
- 1951—1955 — Оскар Торп
- 1955—1963 — Ейнар Гергардсен (вдруге)
- 1963 — Юн Люнг
- 1963—1965 — Ейнар Гергардсен (втретє)
- 1965—1971 — Пер Бортен
- 1971—1972 — Трюгве Брателлі
- 1972—1973 — Ларс Корвальд
- 1973—1976 — Трюгве Брателлі (вдруге)
- 1976—1981 — Одвар Нурдлі
- 1981 — Ґру Гарлем Брундтланд
- 1981—1986 — Коре Віллок
- 1986—1989 — Ґру Гарлем Брундтланд (вдруге)
- 1989—1990 — Ян Педер Сюсе
- 1990—1996 — Ґру Гарлем Брундтланд (втретє)
- 1996—1997 — Турбйорн Ягланд
- 1997—2000 — Х'єль Магне Бунневік
- 2000—2001 — Єнс Столтенберг
- 2001—2005 — Х'єль Магне Бунневік (вдруге)
- 2005—2013 — Єнс Столтенберг (вдруге)
- 2013—2021 — Ерна Солберг
- з 2021 — Йонас Гар Стьоре